# 2021년 정동진독립영화제
제23회 정동진독립영화제는 2021년 9월 23일에 열린 시상식이다.

## 특이 사항
- 당초 2021년 8월 6일부터 8월 8일까지 열릴 예정이었으나, 코로나19 여파로 일정을 그 해 9월 23일부터 9월 26일까지 개최하는 걸로 결정지었다.

## 수상 및 후보

### 땡그랑동전상
- 성적표의 김민영 - 이재은 외 1명 수상
- 순영 - 박서영 수상
- 너에게 가는 길 - 변규리 수상
- 휴가 - 이란희 수상

### 단편
- 22% 부족할 때 - 윤한나
- 계란 카레라이스 - 서지형
- 고백할 거야 - 김선빈
- 돛대 - 이주승
- 떨어져 있어야 가족이다 - 김현
- May뷟EJU뷗ay - 강희진
- 맛있어질 테다! - 문성원
- 무력의 언어 - 황현지
- 무슨열매 - 김서현
- 바다 위의 별 - 장승욱
- 불모지 - 이탁
- 비잇, 나무 - 이현미
- 살아짐이 사라짐 - 김종재
- 상규형이 하지 말랬어. - 김동하
- 선을 넘어 - 최진욱
- 순영 - 박서영
- 운석이 떨어졌으면 좋겠어 - 이상화
- 위험한 결혼 - 박현경
- 젖꼭지 3차 대전 - 백시원

### 장편
- 너에게 가는 길 - 변규리
- 성적표의 김민영 - 이재은 외 1명
- 휴가 - 이란희